# Isochlora tschitaensis
Isochlora tschitaensis är en fjärilsart som beskrevs av Daniel 1953. Isochlora tschitaensis ingår i släktet Isochlora och familjen nattflyn. Inga underarter finns listade i Catalogue of Life.